# Fritz Odemar
Fritz Odemar, nato Fritz Otto Emil Odemar  (Hannover, 13 gennaio 1890 – Monaco di Baviera, 6 giugno 1955), è stato un attore tedesco.
Figlio d'arte, recitò sia in teatro che al cinema. L'attore Erik Ode era suo figlio.

## Biografia
Fritz Odemar era figlio di Anna Emma Charlotte Tiedemann e di Karl Julius Friedrich Odemar detto Fritz (1858–1926), un attore di corte. Fritz junior abbracciò pure lui la carriera teatrale, debuttando nel 1909 a Münster. Recitò in diverse città, come Mannheim e Francoforte e in svariati teatri di Berlino. Lavorò per il cinema, girando il suo primo film nel 1927. Nella sua carriera, prese parte a oltre cento e cinquanta film, interpretando spesso ruoli di nobile, aristocratico o diplomatico.
Dopo la fine della guerra, lavorò in teatro a Monaco.

## Vita privata
Era sposato con l'attrice Erika Nymgau. Il figlio, Erik Ode, attore e regista, diventò internazionalmente noto interpretando la serie televisiva poliziesca Der Kommissar.
Fritz Odemar morì il 6 maggio 1955 a Monaco di Baviera; è sepolto al cimitero di Bernau am Chiemsee.

## Filmografia
La filmografia - secondo su IMDb - è completa.

### Attore
- Der fröhliche Weinberg, regia di Jacob Fleck e Luise Fleck (1927)
- Zwei Krawatten, regia di Felix Basch e (supervisione) di Richard Weichert (1930)
- M - Il mostro di Düsseldorf (M), regia di Fritz Lang (1931)
- Il ratto di Monna Lisa (Der Raub der Mona Lisa), regia di Géza von Bolváry (1931)
- Ich bleib bei Dir, regia di Johannes Meyer (1931)
- I cadetti di Vienna (Liebeskommando), regia di Géza von Bolváry (1931)
- Bobby geht los, regia di Harry Piel (1931)
- Der Hauptmann von Köpenick, regia di Richard Oswald (1931)
- Es wird schon wieder besser, regia di Kurt Gerron (1932)
- Skandal in der Parkstraße, regia di Franz Wenzler (1932)
- Ein toller Einfall, regia di Kurt Gerron (1932)
- Schuß im Morgengrauen, regia di Alfred Zeisler (1932)
- Quick, re dei clown  (Quick), regia di Robert Siodmak (1932)
- Don Giovanni in tuta (Ich will nicht wissen, wer du bist), regia di Géza von Bolváry (1932)
- Grün ist die Heide, regia di Hans Behrendt (1932)
- Strich durch die Rechnung, regia di Alfred Zeisler (1932)
- Man braucht kein Geld, regia di Carl Boese (1932)
- Spiriti burloni (Das Testament des Cornelius Gulden), regia di E.W. Emo (1932)
- L'uomo nero (Gehetzte Menschen), regia di Friedrich Fehér (1932)
- Avventura di una bella donna (Das Abenteuer der Thea Roland), regia di Henry Koster (1932)
- Wenn die Liebe Mode macht, regia di Franz Wenzler (1932)
- Man braucht kein Geld, regia di Carl Boese (1932)
- Eine Tür geht auf, regia di Alfred Zeisler (1932)
- Was wissen denn Männer, regia di Gerhard Lamprecht (1932)
- Petri heil, regia di Hans von Wolzogen (1933)
- Melodie imperiali (Kaiserwalzer), regia di Friedrich Zelnik (1933)
- Eine Frau wie Du, regia di Carl Boese (1933)
- Salon Dora Green
- Der Stern von Valencia
- Notte d'amore sul Bosforo
- Un certo signor Grant (Ein gewisser Herr Gran), regia di Gerhard Lamprecht (1933)
- Roman einer Nacht
- L'uomo invisibile attraversa la città
- Das Schloß im Süden
- Das verliebte Hotel
- Vittorio e Vittoria (Viktor und Viktoria), regia di Reinhold Schünzel (1933)
- Zwei Genies
- Zwischen zwei Herzen
- Ich kenn' dich nicht und liebe dich
- Einmal eine große Dame sein
- Der Doppelgänger
- Signorina... signora
- Das Blumenmädchen vom Grand-Hotel
- Amore in gabbia (Die vertauschte Braut), regia di Carl Lamac (1934)
- Stasera da me
- Die vier Musketiere
- Ich sing' mich in dein Herz hinein
- Ein Walzer für dich
- Charleys Tante
- Herr Kobin geht auf Abenteuer
- Il principe Voronzeff (Fürst Woronzeff), regia di Arthur Robison (1934)
- Valzer d'addio di Chopin (Abschiedswalzer), regia di Géza von Bolváry (1934)
- Tre donne sono troppe (Die englische Heirat), regia di Reinhold Schünzel (1934)
- Ich heirate meine Frau
- Peer Gynt, regia di Fritz Wendhausen (1934)
- Ritter wider Willen
- I due re (Der alte und der junge König), regia di Hans Steinhoff (1935)
- Wenn ein Mädel Hochzeit macht
- Knock out come divenni campione
- Großreinemachen
- Der Kampf mit dem Drachen
- Il prigioniero del re (Der gefangene des Königs), regia di Carl Boese (1935)
- Quel diavolo d'uomo
- Lady Windermeres Fächer
- Familie Schimek, regia di E.W. Emo (1935)
- Al cavallino bianco
- Il piccolo conte
- Der eingebildete Kranke
- Rendezvous in Wien, regia di Victor Janson (1936)
- Ein seltsamer Gast
- Ein Lied klagt an
- Der Hund von Baskerville, regia di Carl Lamac (1937)
- Togger, regia di Jürgen von Alten (1937)
- La canzone del cuore (Die Stimme des Herzens), regia di Karl Heinz Martin (1937)
- Heimweh, regia di Jürgen von Alten (1937)
- L'ombra dell'altra
- Der Biberpelz, regia di Jürgen von Alten (1937)
- Das große Abenteuer
- Rätsel um Beate
- Frühlingsluft
- Diskretion - Ehrensache
- Der Fall Deruga
- Spaßvögel
- Castelli in aria
- Der arme Millionär
- Kitty la manicure
- Verwandte sind auch Menschen, regia di Hans Deppe (1940)
- Mein Mann darf es nicht wissen
- La donna dei miei sogni
- Kleider machen Leute, di Helmut Käutner (1940)
- Der Herr im Haus
- Der Sündenbock
- Blutsbrüderschaft
- Carl Peters
- Il grand'uomo mio marito
- Arrivederci Francesca (Auf Wiedersehn, Franziska!), regia di Helmut Käutner (1941)
- Festa in famiglia
- Kleine Mädchen - große Sorgen
- Musica leggera (Leichte Muse - titolo alternativo Was eine Frau im Frühling träumt), regia di Arthur Maria Rabenalt (1941)
- Sein Sohn
- Anuschka
- Kleine Residenz
- Vom Schicksal verweht
- Stimme des Herzens, regia di Johannes Meyer (1942)
- Einmal der liebe Herrgott sein
- Liebespremiere
- L'amazzone contesa
- Reise in die Vergangenheit
- Ein Mann mit Grundsätzen?
- Die schwache Stunde
- L'avventura di Butterfly (Das Lied der Nachtigall), regia di Theo Lingen (1944)
- Das schwarze Schaf
- Sieben Briefe
- Der Täter ist unter uns
- Hundstage, regia di Géza von Cziffra (1944)
- Ein Mann wie Maximilian, regia di Hans Deppe (1945)
- Der Fall Molander
- Das seltsame Fräulein Sylvia
- Geld ins Haus
- Spuk im Schloß
- Film ohne Titel
- Die Zeit mit dir
- Die Nacht der Zwölf
- Begegnung mit Werther
- Ragazze viennesi
- Artistenblut
- Der große Fall
- Das Gesetz der Liebe
- Wer bist du, den ich liebe?
- Hochzeitsnacht im Paradies, regia di Géza von Bolváry (1950)
- Scandalo all'ambasciata
- Begierde, regia di Karl Georg Külb (1951)
- Geheimnis einer Ehe
- Die Diebin von Bagdad, regia di Carl Lamac (1952)
- Skandal im Mädchenpensionat
- Maske in Blau
- Ludwig II: Glanz und Ende eines Königs

### Film o documentari dove appare Fritz Odemar
- Wir erinnern uns gern